# Harry Ellis
Harry Alistair Ellis (Leicester, 12 maggio 1982) è un ex rugbista a 15 britannico, nazionale inglese, che militò come mediano di mischia nel Leicester per tutta la sua carriera agonistica, terminata precocemente a 28 anni a causa di persistenti problemi a un ginocchio.

## Biografia
Nato e cresciuto nei suburbi a sud di Leicester, Ellis iniziò la pratica rugbistica in giovane età, a 6 anni.
Militò nelle rappresentative scolastiche cittadine e, successivamente, delle Midlands fino al diploma; fu selezionato anche per le rappresentative nazionali scolastiche inglesi U-16 e U-18 (nella quale fu chiamato a 16 anni).
Il primo club extrascolastico per cui militò fu il Wigston, per passare poi un anno più tardi alle giovanili del Leicester, alternando l'attività sportiva alla frequenza universitaria: nel periodo di militanza nelle selezioni minori del club disputò incontri per l'Inghilterra U-19 e, poi, U-21, e poi in prima squadra per l'Inghilterra VII.
Ellis debuttò in prima squadra ad agosto 2001 a Tolosa in Heineken Cup, e poco dopo giunse anche l'esordio domestico in Premiership.
La prima meta giunse nel corso delle semifinali della citata Heineken Cup, a Nottingham contro il Llanelli.
Dal 2003 divenne di fatto il titolare nel ruolo di mediano di mischia del Leicester; dopo un inizio stentato di stagione, diede un grosso contributo al raggiungimento della finale, poi persa, di Premiership.
Nell'estate 2004 fu chiamato come terza scelta nel tour estivo dell'Inghilterra maggiore, dietro a Matt Dawson e Andy Gomarsall, ma non fu mai utilizzato; ebbe l'occasione di debuttare nel corso dei test autunnali, a novembre, subentrando dalla panchina nel match di Twickenham vinto 32-16 contro il Sudafrica.
Da allora rimase nel giro della Nazionale: partecipò al Sei Nazioni 2005 marcando anche la sua prima meta internazionale contro la Scozia, ma gli fu preferito Dawson per i primi due test autunnali.
Non appena rientrò in squadra, nel terzo della serie, marcò una meta in solitaria contro Samoa facendo registrare una delle sue più incisive prestazioni internazionali, che gli valsero la convocazione per il Sei Nazioni 2006.
Convocato saltuariamente nel corso di quell'anno, dopo i test estivi Ellis non fu più utilizzato da Andy Robinson. Quando il posto di C.T. fu rilevato da Brian Ashton, questi lo richiamò per il Sei Nazioni 2007, torneo che disputò per intero, segnando anche una meta contro il Galles.
Nel maggio 2007 un infortunio ai legamenti del ginocchio contro il Bristol lo mise fuori squadra e gli impedì di prender parte ai test pre-mondiali della Nazionale e alla susseguente Coppa del Mondo in Francia.
Nella nuova stagione, per i postumi dell'infortunio, fu presente solo in 4 match con il Leicester; nel 2009, ricostituitosi, vinse la Premiership ed entrò a far parte della squadra dei British Lions che affrontò il tour in Sudafrica, scendendo in campo in un test match.
Ricaduto in un nuovo infortunio a ottobre 2009, Ellis non disputò più alcun incontro per tutta la stagione; si sottopose a un nuovo intervento chirurgico al ginocchio, ma non poté evitare l'assunzione di antidolorifici e continui drenaggi di liquido dall'articolazione e, nel luglio 2010, su consiglio medico, fu costretto a chiudere l'attività agonistica a soli 28 anni.

## Palmarès
- Premiership: 2
Leicester: 2006-07, 2008-09
- Coppe Anglo-Gallesi: 1
Leicester: 2006-07